# (1681) Steinmetz
(1681) Steinmetz est un astéroïde de la ceinture principale.

## Description
(1681) Steinmetz est un astéroïde de la ceinture principale. Il fut découvert le 23 novembre 1948 à Nice par Marguerite Laugier. Il présente une orbite caractérisée par un demi-grand axe de 2,70 UA, une excentricité de 0,20 et une inclinaison de 7,2° par rapport à l'écliptique.

## Compléments